# Мишкино (Учалинский район)
Ми́шкино (баш. Мишкә) — деревня в Учалинском районе Республики Башкортостан Российской Федерации. Входит в состав Наурузовского сельсовета.

## География

### Географическое положение
Расстояние до:
- районного центра (Учалы): 65 км,
- центра сельсовета (Наурузово): 5 км,
- ближайшей железнодорожной станции (Учалы): 75 км.

## Население
| 2002 | 2009 | 2010 |
| ---- | ---- | ---- |
| 100  | ↗116 | ↘86  |

Национальный состав
Согласно переписи 2002 года, преобладающая национальность — башкиры (99 %).